# Kunje (Ukraine)
Kunje (ukrainisch Куньє; russisch Кунье Kunje) ist ein Dorf im Osten der ukrainischen Oblast Charkiw mit etwa 900 Einwohnern.

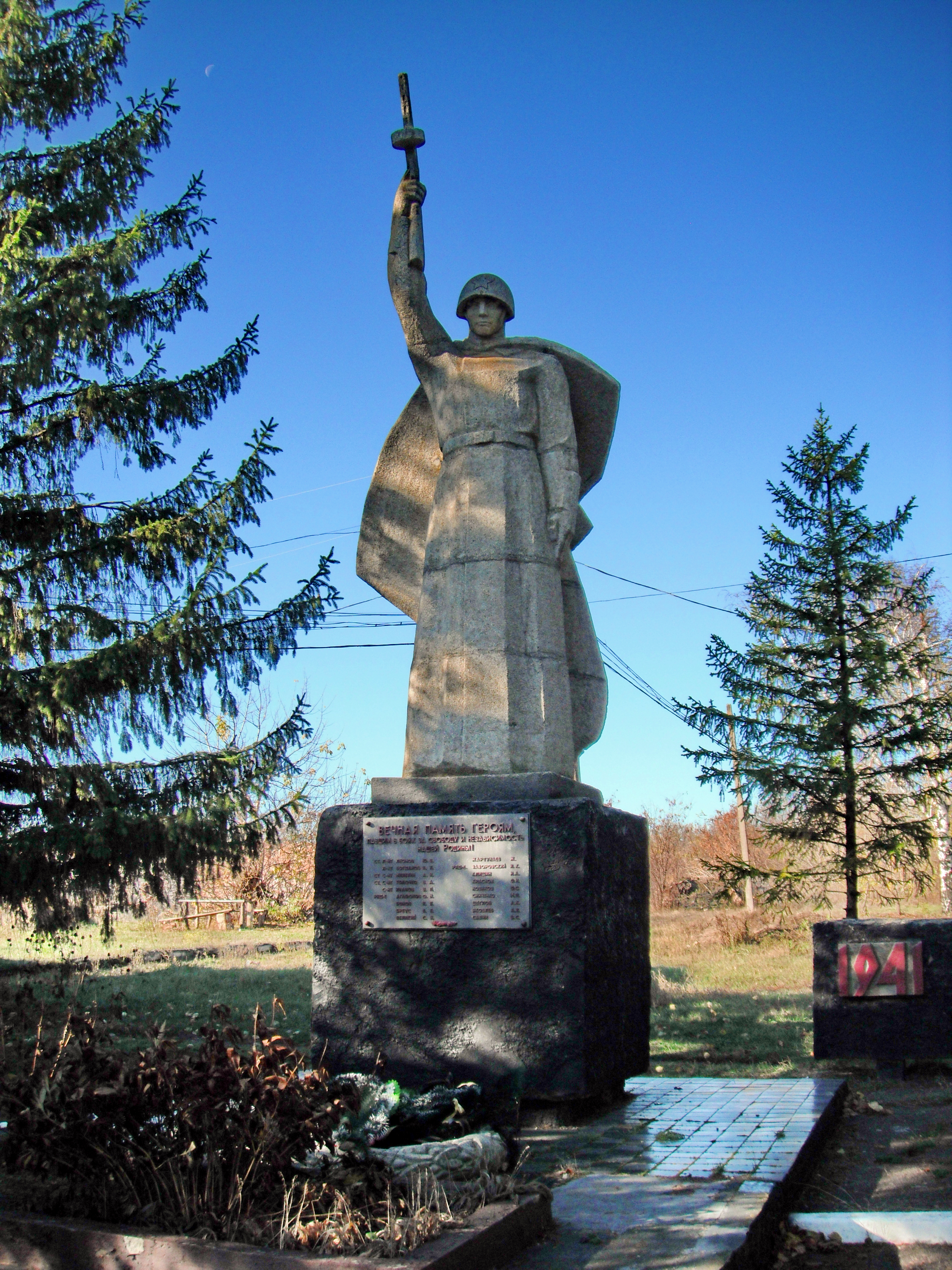
Denkmal im Ort

Die Ortschaft entstand Anfang des 18. Jahrhunderts und an der Regionalstraße 78, etwa 99 km südöstlich von Charkiw entfernt.
Im Verlauf des russischen Überfalls auf die Ukraine wurde der Ort im Februar 2022 durch russische Truppen besetzt, im Zuge der Ukrainischen Gegenoffensive in der Region Charkiw 2022 kam der Ort am 11. September 2022 wieder unter ukrainische Kontrolle.

## Verwaltungsgliederung
Am 12. Juni 2020 wurde das Dorf zum Zentrum der neugegründeten Landgemeinde Kunje (Куньєвська сільська громада/Kunjewska silska hromada). Zu dieser zählen auch die 17 in der untenstehenden Tabelle aufgelisteten Dörfer, bis dahin bildete das Dorf die gleichnamige Landratsgemeinde Kunje (Куньєвська сільська рада/Kunjewska silska rada) im Norden des Rajons Isjum.
Folgende Orte sind neben dem Hauptort Kunje Teil der Gemeinde:
| Name                     | Name                    | Name                           |
| ukrainisch transkribiert | ukrainisch              | russisch                       |
| ------------------------ | ----------------------- | ------------------------------ |
| Boholjubiwka             | Боголюбівка             | Боголюбовка (Bogoljubowka)     |
| Buhajiwka                | Бугаївка                | Бугаевка (Bugajewka)           |
| Iwantschukiwka           | Іванчуківка             | Иванчуковка (Iwantschukowka)   |
| Kosjutiwka               | Козютівка               | Козютовка (Kosjutowka)         |
| Lyptschaniwka            | Липчанівка              | Липчановка (Liptschanowka)     |
| Lyssohirka               | Лисогірка               | Лысогорка (Lyssogorka)         |
| Nowopawliwka             | Новопавлівка            | Новопавловка (Nowopawlowka)    |
| Oleksandriwka            | Олександрівка           | Александровка (Alexandrowka)   |
| Pidwyssoke               | Підвисоке               | Подвысокое (Podwyssokoje)      |
| Poljana                  | Поляна                  | Поляна                         |
| Popasne                  | Попасне                 | Попасное (Popasnoje)           |
| Ridnyj Kraj              | Рідний Край (Радянське) | Родной Край (Rodnoi Krai)      |
| Rossochuwate             | Розсохувате             | Россоховатое (Rossochowatoje)  |
| Schtschaslywe            | Щасливе                 | Счастливое (Stschastliwoje)    |
| Suchyj Jar               | Сухий Яр                | Сухой Яр (Suchoi Jar)          |
| Tschornobajiwka          | Чорнобаївка             | Чернобаевка (Tschernobajewka)  |
| Tschystowodiwka          | Чистоводівка            | Чистоводовка (Tschystowodowka) |